# Ignasi de Villalonga Casañés
Ignasi de Villalonga Casañés (Lérida, 22 de agosto de 1887-20 de abril de 1970) fue un arquitecto español, que evolucionó del modernismo al novecentismo. 
Estudió en la Escuela de Arquitectura de Barcelona, donde se tituló en 1913. Fue arquitecto municipal de Tárrega (1915-1928), Balaguer (1933) y provincial de Lérida (1915-1959). Su obra más notable es Can Comabella en Balaguer (1918-1921).